# 4913 Wangxuan
4913 Wangxuan eller 1965 SO är en asteroid i huvudbältet som upptäcktes den 20 september 1965 av Purple Mountain-observatoriet i Nanjing, Kina. Den är uppkallad efter Wang Xuan.
Asteroiden har en diameter på ungefär 6 kilometer och den tillhör asteroidgruppen Nysa.